# Chauvetgrottan

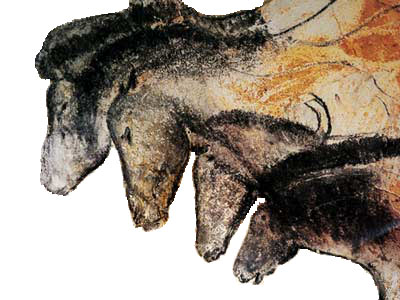
Målning av hästar från grottan

Chauvetgrottans målningar i södra Frankrike upptäcktes 1994 och är några av de äldsta kända grottmålningarna, daterade till omkring 31 000 f.Kr. Forskning pågår fortfarande i grottorna och allt är ännu inte kartlagt. De vanligaste motiven är djur av olika slag, men man har även hittat en venusfigur på en pelare i taket och fläckar som troligen gjorts med högra handflatan. Grottan är sedan 2014 ett världsarv.  